# Christoph Hohmann
Christoph Hohmann (* 1960 in Geisa) ist ein deutscher Schauspieler.

## Leben
Christoph Hohmann wurde im thüringischen Geisa, nahe der innerdeutschen Grenze, geboren und wuchs dort auf.
Nach seinem Schulabschluss absolvierte Hohmann eine professionelle Schauspielausbildung an der Hochschule für Schauspielkunst Ernst Busch in Ost-Berlin, die er mit dem Diplom abschloss. Seit 1986 steht er in unregelmäßigen Abständen als Schauspieler vor der Kamera, wobei er vor allem in Fernsehserien mitwirkte, dabei oftmals in Nebenrollen. In dem 1992 erschienenen Kriminalfilm Die Brut der schönen Seele spielte er hingegen eine der Hauptrollen.
Hohmann stand als Bühnendarsteller in mehreren Theaterstücken auf der Bühne, so auch in Wolfgang Engels Faust. Eine Tragödie am Staatsschauspiel Dresden, Wie es euch gefällt, Don Karlos oder in Moby-Dick. Er hatte zahlreiche Theaterengagements, wie beispielsweise am Theater Krefeld und Mönchengladbach oder am Hans Otto Theater in Potsdam.
Hohmann lebt in Hannover.

## Filmografie
- 1986: Argonauten
- 1987: Die erste Reihe
- 1988: Die Wandlung des Herrn Meier
- 1992: Die Brut der schönen Seele
- 1999: Polizeiruf 110: Mordsfreunde
- 2003: Das fliegende Klassenzimmer
- 2005–2011: SOKO Wismar (Fernsehserie, 2 Folgen, verschiedene Rollen)
- 2005: Der Krake (Kurzfilm)
- 2005: In aller Freundschaft (Fernsehserie, 1 Folge)
- 2006: Zores
- 2007: SOKO München (Fernsehserie, 1 Folge)
- 2008: Alarm für Cobra 11 – Die Autobahnpolizei (Fernsehserie, 1 Folge)
- 2008: Ein Fall für zwei (Fernsehserie, 1 Folge)
- 2009: Stralsund: Mörderische Verfolgung (TV-Reihe)
- 2012: Alles Klara (Fernsehserie, 1 Folge)

## Hörspiele (Auswahl)
- 1986: Erasmus Schöfer: Der Raketentest (Klaus Stamm) – Regie: Walter Niklaus (Original-Hörspiel – Rundfunk der DDR)
- 1986: Uwe Saeger: Gehen hinaus (Hieronymus van Aken) – Regie: Barbara Plensat (Originalhörspiel – Rundfunk der DDR)
- 1995: Walter Kempowski: Der Krieg geht zu Ende. Chronik für Stimmen – Januar bis Mai 1945 (Vorlage: Das Echolot) – Bearbeitung und Regie: Walter Adler (Hörspielbearbeitung, Dokumentarhörspiel – HR/BR/NDR/SWF)
  - Auszeichnung: Hörspiel des Monats Mai 1995
- 2004: Robert Merle: Die geschützten Männer, nach dem gleichnamigen Roman (Dr. F.B. Mulberry) – Regie: Stefan Dutt (Hörspielbearbeitung, Science-Fiction-Hörspiel – MDR)
- 2020: Walter Kempowski: Der Krieg geht zu Ende (SWR Fassung, 5. Teil) – SWR Fassung des gleichnamigen 12-stündigen Radiotags

Quelle: ARD-Hörspieldatenbank